# Per Holmström
Per Anders Christian Holmström (* 13. Februar 1901 in Göteborg; † 27. Januar 1982 ebenda) war ein schwedischer Schwimmer.

## Karriere
Holmström nahm 1920 an den Olympischen Spielen in Antwerpen teil. Hier scheiterte er im Wettbewerb über 100 m Rücken als Sechster seines Vorlaufs an der Finalqualifikation.